# Ersboda

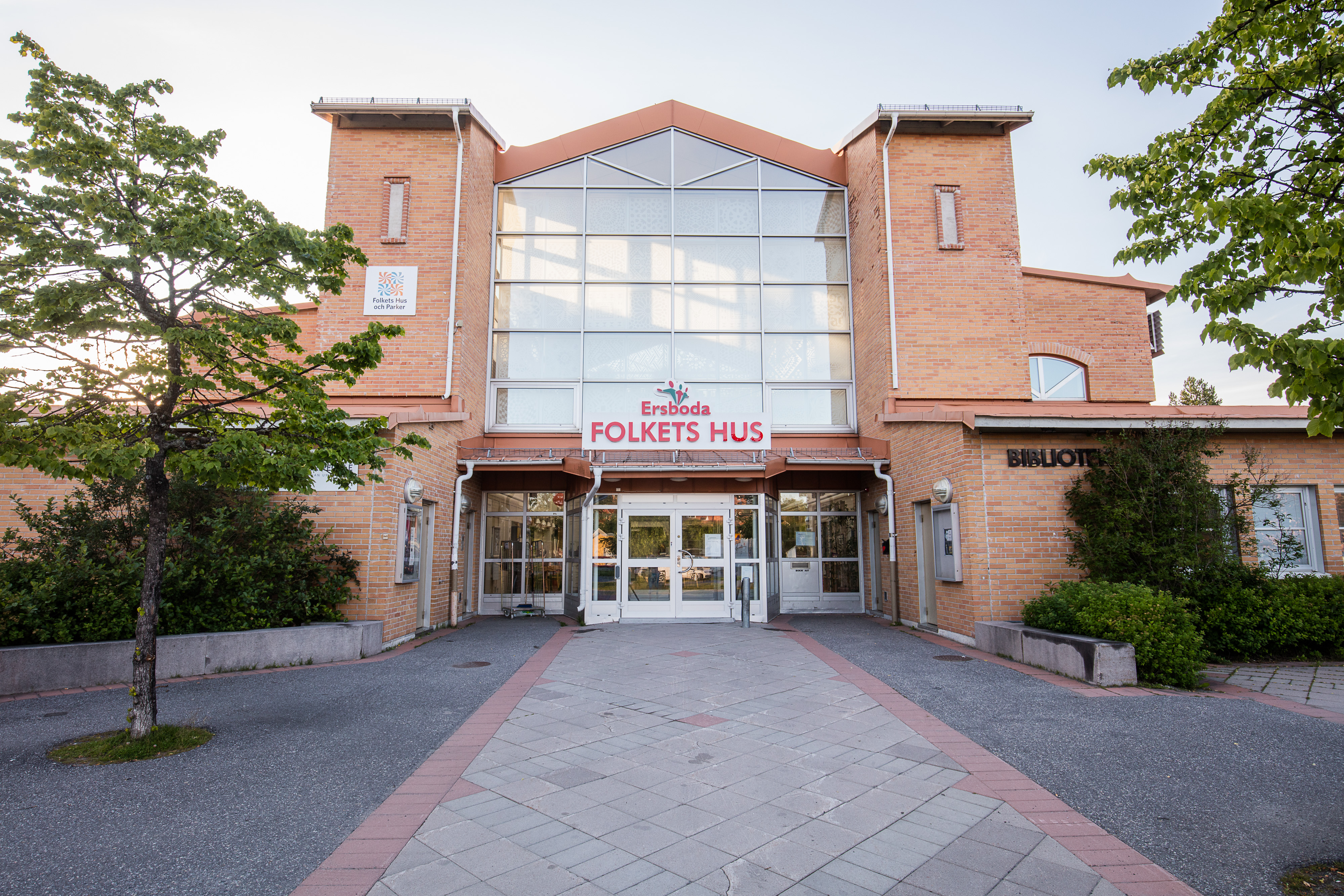
Ersboda Folkets hus.

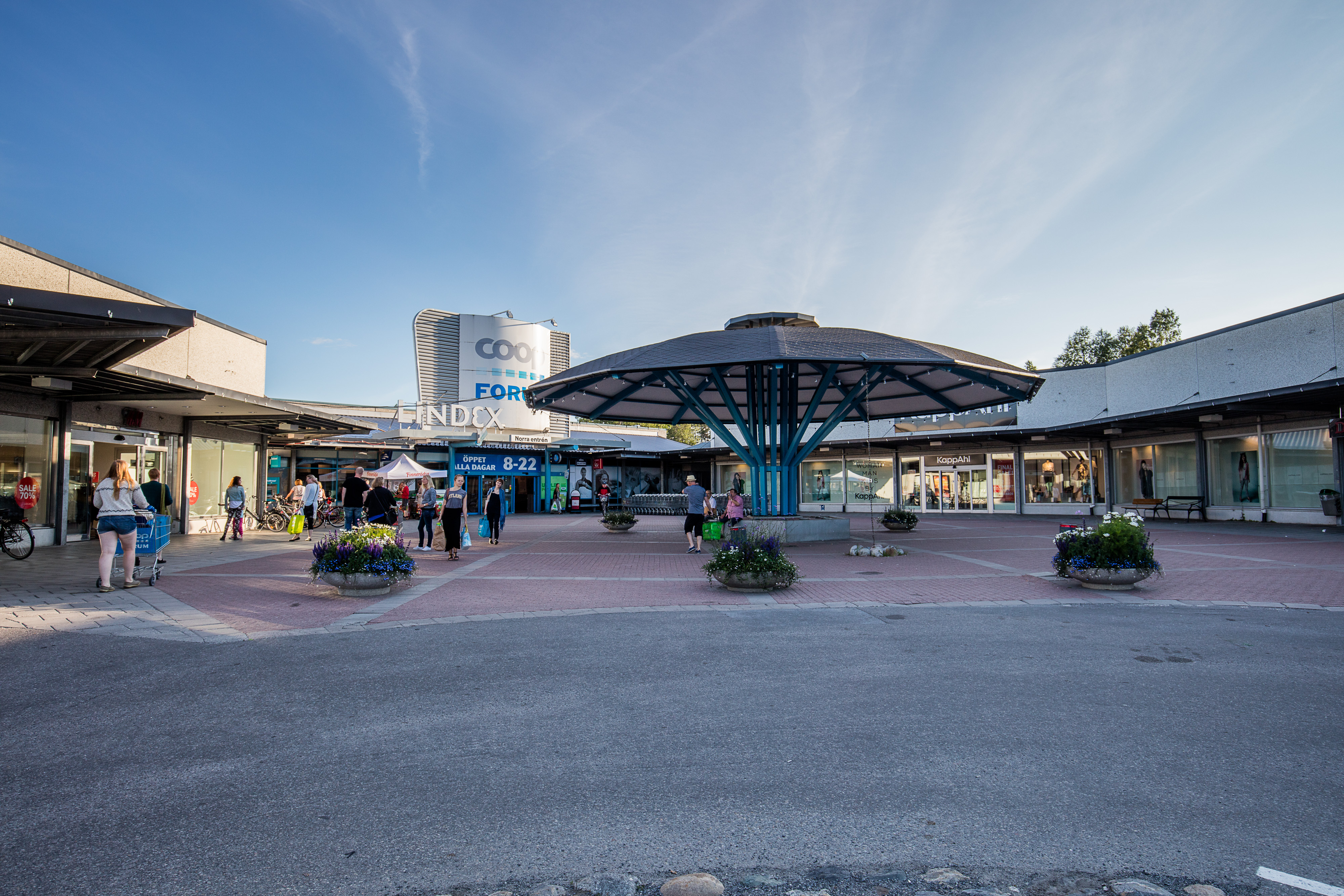
Torget framför Coop Forum.

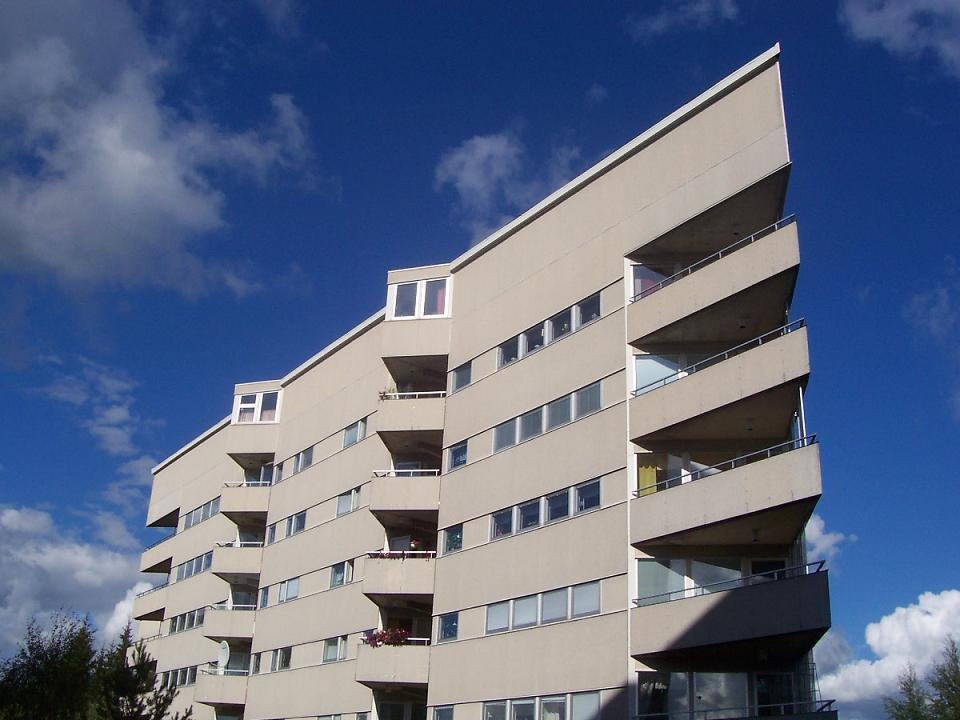
Ett av Tobleronehusen i Västra Ersboda.

Ersboda är en stadsdel i Umeå i Sverige. Stadsdelen ligger cirka sex kilometer norr om stadens centrum. Stadsdelen är uppdelad i Västra Ersboda och Östra Ersboda och i administrativa sammanhang räknas även Ersmark in i Ersboda. Västra Ersboda byggdes under det sena 1970- och tidiga 1980-talet och domineras dels av små låga radhus i trä, ofta byggda i fyrkanter med innergårdar, och dels av tegelhus av varierande höjder (se bild). 
Östra Ersboda byggdes först mellan mitten av 1980-talet och början av 1990-talet och består mestadels av två- till femvåningshyrehus byggda i tegel. År 2006 har hela stadsdelen omkring 10 000 invånare. Efter att stadsdelen en tid förslummats har satsningar gjorts, av bland annat skola, myndigheter och den lokala idrottsklubben Ersboda SK för att förbättra situationen.
I Ersboda finns bland annat Norrmejerier varför stadsdelens gator har fått till mejerinäringen anknytande namn. Några kända landmärken i Ersboda är de så kallade "Tobleronehusen"; fyra triangulära åttavåningshus i betong uppförda i början av 1980-talet och ritade av arkitekten Svante Öhman. På grund av placeringen vid Hömyran syns byggnaderna även från närliggande delar av staden. Även terrasshusen med källarparkering är ett särskiljande inslag i Ersbodas bebyggelse. Ersboda Folkets hus ligger i Östra Ersboda centrum och fick 2006 pris som årets Folkets hus. Där finns bland annat Ersbodabiblioteket och en populär danslokal som på fredagar ordnar modern dans och på lördagar mogendans. Ersbodakyrkan ligger i Västra Ersboda centrum.
Mellan bostadsbebyggelsen och E4 respektive Ersmarksvägen finns ett av Umeås större handelscentrum med ett flera stormarknader, bilhandlare, MC-handlare, hemelektronikmarknader etc. I sydöstra hörnet av Ersboda ligger Totalförsvarets forskningsinstitut (FOI) i Umeå.

## Historia
En bonde i Ersmark sålde marken till Länsstyrelsen i mitten på 1930-talet. Sex familjer från Holmsund och Strömbäck köpte 12–13 hektar för 8–9 000 kr var där de byggde var sitt Per Albin-hus. 1938 ville landshövding Gustav Rosén ge det nya området namnet Eriksboda efter en av nybyggarna, Erik Granlund. Erik tackade då nej till förslaget. Landshövdingen lär då ha sagt: "Det ska i alla fall inte heta Ersmark". Namnet blev då Ersboda. En väg från Ersmark, över Ersboda fram till kustlandsvägen byggdes 1939.

## Gator i Ersboda

### Bostadsområden
- Byttgränd
- Ersbodavägen BRF Dritteln BRF Umehus 31
- Filgränd BRF Umehus 31
- Glassgränd
- Hinkgränd (jämna nummer) / Ersbodavägen (udda nummer från 109) BRF Skogsgläntan
- Hälsogränd
- Kylgränd (udda nummer)
- Krukgränd
- Kärnvägen
- Mjölkvägen BRF Trollbacken BRF Umehus 31
- Måttgränd
- Ostkroken  32 egenägda radhus och 56 lägenheter (Bostaden) Hemsida för lägenheterna
- Ostkroken 2-114 är hyreslägenheterna som tillhör Bostaden.
- Ostvägen BRF Hömyran BRF Kärnan
- Slevgränd  (Norra och Södra Slevgränd)
- Snipgränd
- Spanngränd
- Stävgränd BRF Pallen
- Trattgränd BRF Gräddosten
- Tråggränd BRF Tråget BRF Ersängen
- Törelvägen BRF Trollbacken
- Ystarvägen

### Industriområden
- Bruksvägen
- Cementvägen
- Fatvägen
- Formvägen
- Gräddvägen
- Kylgränd (jämna nummer)
- Kärrvägen
- Löpevägen
- Mejerivägen